# Käte-Hamburger-Kolleg „Recht als Kultur“
Das Käte Hamburger Kolleg „Recht als Kultur“ war ein vom Bundesministerium für Bildung und Forschung gefördertes internationales geisteswissenschaftliches Forschungskolleg der Rheinischen Friedrich-Wilhelms-Universität Bonn. Das Kolleg bestand von 2010 bis 2022.

## Aufgaben

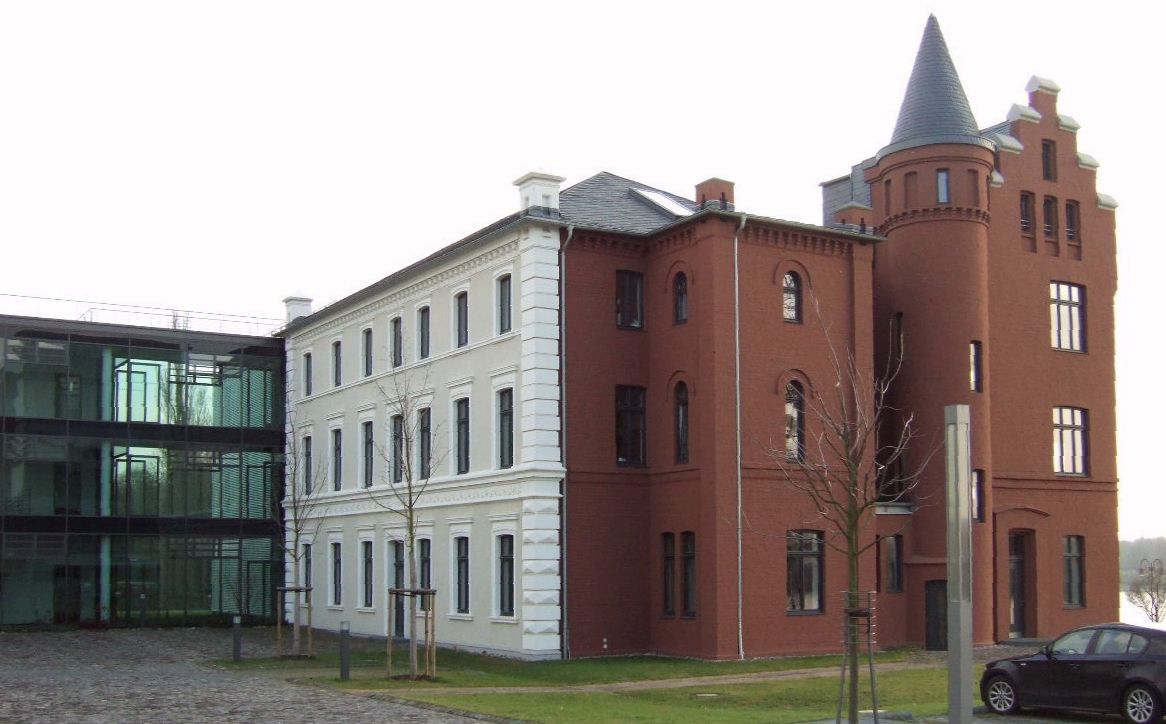
Ehemalige Direktorenvilla

Das nach Käte Hamburger benannte Kolleg sollte einen Beitrag zum Verständnis von Recht in Zeiten einer voranschreitenden Globalisierung leisten. Es wurde von Werner Gephart geleitet, der auch die kollegeigene Schriftenreihe herausgab. Seinen Geschäftssitz hatte das Kolleg auf dem Gelände des früheren Zementwerks in der denkmalgeschützten und sanierten ehemaligen Direktorenvilla am Bonner Bogen – unweit der Konrad-Adenauer-Brücke. Es unterstützte wechselnde Artists in Residence und lud regelmäßig zu wissenschaftlichen Fellowships und Junior Fellowships ein.
Das Käte Hamburger Kolleg „Recht als Kultur“ hat zum 31. Dezember 2022 nach fast 13 Jahren planmäßig das Ende seiner maximalen Laufzeit erreicht und wurde geschlossen.

## Schriftenreihe (Auszug)
- Werner Gephart (Hrsg.): Rechtsanalyse als Kulturforschung. Band 1. Vittorio Klostermann, Frankfurt am Main 2012, ISBN 978-3-465-04147-4.
- Günther Jakobs: System der strafrechtlichen Zurechnung. Band 2. Vittorio Klostermann, Frankfurt am Main 2012, ISBN 978-3-465-04146-7.
- Rainer Zaczyk: Selbstsein und Recht. Eine rechtsphilosophische Untersuchung. Band 3. Vittorio Klostermann, Frankfurt am Main 2014, ISBN 978-3-465-04199-3.
- Werner Gephart, Jürgen Brokoff, Andrea Schütte, Jan Christoph Suntrup (Hrsg.): Tribunale. Literarische Darstellung und juridische Aufarbeitung von Kriegsverbrechen im globalen Kontext. Band 4. Vittorio Klostermann, Frankfurt am Main 2014, ISBN 978-3-465-04200-6.
- Martin Albrow: Global Age Essays on Social and Cultural Change. Band 5. Vittorio Klostermann, Frankfurt am Main 2014, ISBN 978-3-465-04211-2.

- Maurizio Ferraris: Manifest des neuen Realismus. Band 6. Aus dem Italienischen übersetzt von Malte Osterloh. Vittorio Klostermann, Frankfurt am Main 2014, ISBN 978-3-465-04214-3.
- Werner Gephart: Law, Culture, and Society. Max Weber’s Comparative Cultural Sociology of Law. Band 7. Vittorio Klostermann, Frankfurt am Main 2015, ISBN 978-3-465-04231-0.
- Marta Bucholc: A Global Community of Self-Defense. Norbert Elias on Normativity, Culture and Involvement. Band 8. Vittorio Klostermann, Frankfurt am Main 2015, ISBN 978-3-465-04232-7.
- Werner Gephart, Jan Christoph Suntrup (Hrsg.): Rechtsanalyse als Kulturforschung II. Band 9. Vittorio Klostermann, Frankfurt am Main 2015, ISBN 978-3-465-04241-9.
- Werner Gephart, Raja Sakrani, Jenny Hellmann (Hrsg.): Rechtskulturen im Übergang – Legal Cultures in Transition. Von Südafrika bis Spanien, vom Nachkriegsdeutschland zum Aufbruch der arabischen Welt. Band 10. Vittorio Klostermann, Frankfurt am Main 2015, ISBN 978-3-465-04243-3.
- Christian Waldhoff (Hrsg.): Recht und Konfession – Konfessionalität im Recht? Band 11. Vittorio Klostermann, Frankfurt am Main 2016, ISBN 978-3-465-04251-8.
- Werner Gephart, Martin Schermaier (Hrsg.): Rezeption und Rechtskulturwandel. Europäische Rechtstraditionen in Ostasien und Russland. Band 12. Vittorio Klostermann, Frankfurt am Main 2016, ISBN 978-3-465-04252-5.
- José M. González García: The Eyes of Justice. Blindfolds and Farsightedness, Vision and Blindness in the Aesthetics of Law. Band 13. Vittorio Klostermann, Frankfurt am Main 2017, ISBN 978-3-465-04265-5.
- Matthias Herdegen: The Dynamics of International Law in a Globalised World. Cosmopolitan Values, Constructive Consent and Diversity of Legal Cultures. Band 14. Vittorio Klostermann, Frankfurt am Main 2016, ISBN 978-3-465-04291-4.
- Werner Gephart, Jan Christoph Suntrup (Hrsg.): The Normative Structure of Human Civilization. Readings in John Searle’s Social Ontology. Band 15. Vittorio Klostermann, Frankfurt am Main 2017, ISBN 978-3-465-04293-8.
- Joachim J. Savelsberg: Repräsentationen von Massengewalt. Strafrechtliche, humanitäre, diplomatische und journalistische Perspektiven auf den Darfurkonflikt. Band 16. Vittorio Klostermann, Frankfurt am Main 2017, ISBN 978-3-465-04295-2.
- Laurent de Sutter: Poétique de la police. Band 17. Vittorio Klostermann, Frankfurt am Main 2017, ISBN 978-3-465-04303-4.
- Werner Gephart, Jure Leko (Hrsg.): Law and the Arts. Elective Affinities and Relationships of Tension. Band 18. Vittorio Klostermann, Frankfurt am Main 2017, ISBN 978-3-465-04298-3.
- Werner Gephart, Daniel Witte, Daniel (Hrsg.): Recht als Kultur? Beiträge zu Max Webers Soziologie des Rechts. Band 19. Vittorio Klostermann, Frankfurt am Main 2017, ISBN 978-3-465-04301-0.
- Werner Gephart, Daniel Witte (Hrsg.): The Sacred and the Law. The Durkheimian Legacy. Band 20. Vittorio Klostermann, Frankfurt am Main 2017, ISBN 978-3-465-04294-5.
- Werner Gephart: Some Colours of the Law. Images and Interpretations. Band 21. Vittorio Klostermann, Frankfurt am Main 2017, ISBN 978-3-465-04327-0.
- Jan Christoph Suntrup: Umkämpftes Recht. Zur mehrdimensionalen Analyse rechtskultureller Konflikte durch die politische Kulturforschung. Band 22. Vittorio Klostermann, Frankfurt am Main 2018, ISBN 978-3-465-04363-8.
- Werner Gephart (Hrsg.): In the Realm of Corona Normativities. A Momentary Snapshot of a Dynamic Discourse. Band 23. Vittorio Klostermann, Frankfurt am Main 2020, ISBN 978-3-465-04531-1.
- Gregor Albers, Joachim Harst, Katharina Kaesling (Hrsg.): Wortgebunden. Zur Verbindlichkeit von Versprechen in Recht und Literatur. Band 24. Vittorio Klostermann, Frankfurt am Main 2020, ISBN 978-3-465-04538-0.
- Werner Gephart, Jan Christoph Suntrup (Hrsg.): Dynamics of Constitutional Cultures. Band 25. Vittorio Klostermann, Frankfurt am Main 2020, ISBN 978-3-465-04551-9.
- Frode Helmich Pedersen, Espen Ingebrigtsen, Werner Gephart (Hrsg.): Narratives in the Criminal Process. Band 26. Vittorio Klostermann, Frankfurt am Main 2021, ISBN 978-3-465-04555-7.
- Werner Gephart, Jure Leko (Hrsg.): In the Realm of Corona Normativities II. The Permanence of the Exception. Band 27. Vittorio Klostermann, Frankfurt am Main 2022, ISBN 978-3-465-04587-8.
- Peter Bojanić: In-Statuere. Figures of Institutional Building. Band 28. Vittorio Klostermann, Frankfurt am Main 2022, ISBN 978-3-465-04604-2.
- Jenny Hellmann: Trauma, Kollektivgefühle und das Recht. Transitional Justice in Argentinien. Band 29. Vittorio Klostermann, Frankfurt am Main 2023, ISBN 978-3-465-04605-9.
- Josef Isensee: Hermeneutik. Studien über den Umgang der Jurisprudenz mit Normtexten im Vergleich zur biblischen Theologie und zur Literaturwissenschaft. Band 30. Vittorio Klostermann, Frankfurt am Main 2023, ISBN 978-3-465-04607-3.
- Werner Gephart, Daniel Witte (Hrsg.): Communities and the(ir) Law. Band 31. Vittorio Klostermann, Frankfurt am Main 2023, ISBN 978-3-465-04609-7.
- Katja Spranz: Tatort Ost. Darstellung von Recht und Unrecht in Fernsehkrimiserien der DDR. Band 32. Vittorio Klostermann, Frankfurt am Main 2023, ISBN 978-3-465-04610-3.
- Tobias Janz, Jens Gerrit Papenburg (Hrsg.): Ästhetische Normativität in der Musik. Band 33. Vittorio Klostermann, Frankfurt am Main 2023, ISBN 978-3-465-04611-0.